# Gornji Petrovci
Gornji Petrovci (em húngaro:  Péterhegy) é um município da Eslovênia. A sede do município fica na localidade de mesmo nome.